# Ізванкіно
Ізва́нкіно (рос. Изванкино, чув. Исванкă) — присілок у Чувашії Російської Федерації, у складі Ілгишевського сільського поселення Аліковського району.
Населення — 223 особи (2010; 273 в 2002, 397 в 1979, 552 в 1939, 474 в 1926, 378 в 1897, 255 в 1858).
Національний склад:
- чуваші — 98 %

## Історія
Історична назва — Ізваново. Засновано 18 століття як виселок села Успенське (нині Аліково). До 1866 року селяни мали статус державних, займались землеробством, тваринництвом. На початку 20 століття діяли вітряк та магазин, 1912 року відкрито церковнопарафіяльну школу. 1931 року створено колгосп «13 років РСЧА». До 1927 року присілок входив до складу Шуматовської та Аліковської волостей Ядринського повіту, з переходом на райони 1927 року — спочатку у складі Аліковського, у період 1962–1965 років — у складі Вурнарського, після чого знову переданий до складу Аліковського району.

## Господарство
У присілку діють клуб та магазин.